# Platonic (Fernsehserie, 2023)
Platonic ist eine US-amerikanische Fernsehserie mit Rose Byrne und Seth Rogen. Als Showrunner fungierten Francesca Delbanco und Nicholas Stoller. Die Comedy-Serie wird seit dem 24. Mai 2023 auf Apple TV+ gezeigt. Im Dezember 2023 wurde die Serie um eine zweite Staffel verlängert, deren Veröffentlichung seit dem 6. August 2025 erfolgt.

## Handlung
Sylvia und Will sind beste Freunde aus College-Zeiten, allerdings hatten die beiden seit rund fünf Jahren keinen Kontakt mehr zueinander. Damals hatte Sylvia  Will gesagt, dass seine zukünftige Frau Audrey eine schlechte Wahl für ihn wäre, die Freundschaft von Will und Sylvia zerbrach daran. Dabei hatte Wills Kumpel Andy Ähnliches über Audrey gesagt, ohne dass sich Will von ihm abwandte.
Nachdem Will die Scheidung ins Haus steht, wird Sylvia von ihrem Ehemann Charlie motiviert, wieder den Kontakt zu Will zu suchen und ihren alten Freund in dieser Situation zu unterstützen. Es kommt zu einem ersten etwas steifen Treffen in einem Coffeeshop, nach einer gemeinsam durchzechten Nacht in Wills Pub beginnt die alte Freundschaft wieder aufzutauen.

## Synchronisation
Die deutschsprachige Synchronisation übernahm die Iyuno Germany. Dialogregie führte Jeffrey Wipprecht, das Dialogbuch schrieb Tobias Ache.
| Rolle           | Darsteller       | Synchronsprecher  |
| --------------- | ---------------- | ----------------- |
| Sylvia          | Rose Byrne       | Ranja Bonalana    |
| Will            | Seth Rogen       | Tobias Kluckert   |
| Andy            | Tre Hale         | Daniel Welbat     |
| Charlie         | Luke Macfarlane  | Sascha Rotermund  |
| Katie           | Carla Gallo      | Sonja Spuhl       |
| Reggie          | Andrew Lopez     | David Brizzi      |
| Frank Schaeffer | Michael Kostroff | Stefan Krause     |
| Omar            | Vinny Thomas     | Julian Tennstedt  |
| Alan            | Thomas Nowell    | Timo Weisschnur   |
| Ian             | Jarrad Paul      | Jaron Löwenberg   |
| Johnny Rev      | Ted McGinley     | Thomas Nero Wolff |
| Ludwig, Kellner | Hal Alpert       | Axel Lutter       |
| Vanessa         | Janet Varney     | Josephine Schmidt |

## Episodenliste

### Staffel 1
| Nr. (ges.) | Nr. (St.) | Deutscher Titel        | Originaltitel        | Erstausstrahlung USA | Deutschsprachige Erstausstrahlung (D) | Regie              | Drehbuch                                |
| ---------- | --------- | ---------------------- | -------------------- | -------------------- | ------------------------------------- | ------------------ | --------------------------------------- |
| 1          | 1         | Neuanfang              | Pilot                | 24. Mai 2023         | 24. Mai 2023                          | Nicholas Stoller   | Francesca Delbanco und Nicholas Stoller |
| 2          | 2         | Gandalf, die Echse     | Gandalf the Lizard   | 24. Mai 2023         | 24. Mai 2023                          | Nicholas Stoller   | Ron Weiner                              |
| 3          | 3         | Partner                | Partner’s Retreat    | 24. Mai 2023         | 24. Mai 2023                          | Nicholas Stoller   | Guy Endore-Kaiser                       |
| 4          | 4         | Scheidungsparty        | Divorce Party        | 31. Mai 2023         | 31. Mai 2023                          | Francesca Delbanco | Brittany Miller                         |
| 5          | 5         | Der Freund meiner Frau | My Wife’s Boyfriend  | 7. Juni 2023         | 7. Juni 2023                          | Francesca Delbanco | Andrew Gurland                          |
| 6          | 6         | Die große 26           | The Big Two Six      | 14. Juni 2023        | 14. Juni 2023                         | Francesca Delbanco | Justin Nowell                           |
| 7          | 7         | Sylvias großer Tag     | Let the River Run    | 21. Juni 2023        | 21. Juni 2023                         | Nicholas Stoller   | Francesca Delbanco                      |
| 8          | 8         | San Diego              | San Diego            | 28. Juni 2023        | 28. Juni 2023                         | Nicholas Stoller   | Francesca Delbanco                      |
| 9          | 9         | Pyjamaparty            | Slumber Party        | 5. Juli 2023         | 5. Juli 2023                          | Nicholas Stoller   | Francesca Delbanco                      |
| 10         | 10        | Will und Sylvia        | When Will Met Sylvia | 12. Juli 2023        | 12. Juli 2023                         | Nicholas Stoller   | Francesca Delbanco                      |

### Staffel 2
| Nr. (ges.) | Nr. (St.) | Deutscher Titel          | Originaltitel         | Erstausstrahlung USA | Deutschsprachige Erstausstrahlung (D) | Regie              | Drehbuch                                |
| ---------- | --------- | ------------------------ | --------------------- | -------------------- | ------------------------------------- | ------------------ | --------------------------------------- |
| 11         | 1         | Die Verlobungsparty      | The Engagement Party  | 6. Aug. 2025         | 6. Aug. 2025                          | Nicholas Stoller   | Francesca Delbanco und Nicholas Stoller |
| 12         | 2         | Die Dinnerparty          | The Dinner Party      | 6. Aug. 2025         | 6. Aug. 2025                          | Nicholas Stoller   | Ron Weiner                              |
| 13         | 3         | Der Junggesellenabschied | The Bachelor Party    | 13. Aug. 2025        | 13. Aug. 2025                         | Francesca Delbanco | Justin Nowell                           |
| 14         | 4         | Vorsicht!                | Fore!                 | 20. Aug. 2025        | 20. Aug. 2025                         | Francesca Delbanco | Andrew Gurland                          |
| 15         | 5         | Jeopardy                 | Jeopardy              | –                    | –                                     | –                  | Ali Rushfield                           |
| 16         | 6         | –                        | Road Trip             | –                    | –                                     | –                  | Judy Choi                               |
| 17         | 7         | –                        | The Office Party      | –                    | –                                     | –                  | Francesca Delbanco                      |
| 18         | 8         | –                        | Young Darcy Mysteries | –                    | –                                     | –                  | Francesca Delbanco                      |
| 19         | 9         | –                        | –                     | –                    | –                                     | –                  | Francesca Delbanco                      |
| 20         | 10        | –                        | –                     | –                    | –                                     | –                  | Francesca Delbanco                      |

## Produktion und Hintergrund
Dreharbeiten fanden im Mai 2022 in Los Angeles statt. Produziert wurde die Serie von Stoller Global Solutions und Sony Television, Produzenten waren O’Shea Read und Werner Walian. Als Showrunner fungierten Francesca Delbanco und Nicholas Stoller.
Die Kamera führte John Guleserian, die Montage verantworteten Hugh Ross und Shawn Paper. Das Set-Design gestaltete Theresa Guleserian und das Kostümdesign Kameron Lennox. Die beiden Hauptdarsteller Rose Byrne und Seth Rogen standen zuvor für Bad Neighbors (2014) und Bad Neighbors 2 (2016) gemeinsam vor der Kamera.

## Rezeption
Susanne Gottlieb bewertete die Serie in der Kleinen Zeitung mit vier von fünf Sternen. Die Serie sei oft übertrieben chaotisch und auf den einen oder anderen platten Witz ausgelegt. Erfrischend sei es zu sehen, wie unvollkommen und nachvollziehbar die Figuren geschrieben sind. Die Freude der Hauptdarsteller, ihr Körpereinsatz sowie die immer wieder eingeschobenen leiseren Töne transformierten das auf den ersten Blick etwas altbackene Material zu gelungener Unterhaltung.
Oliver Alexander dagegen kritisierte Platonic auf Quotenmeter.de als enttäuschende Serie, die nicht annähernd das Potenzial ausschöpfe, das in der Thematik der Freundschaften im Erwachsenenalter stecke. Die Produktion versinke in einem Meer von Klischees und vorhersehbaren Handlungssträngen, die Charaktere blieben durchwegs flach und stereotyp. Die Dialoge geraten ebenso enttäuschend, die Witze wirkten erzwungen und stumpf, und die Versuche, ernste Themen anzusprechen, blieben oberflächlich und uninspiriert.
Martin Schwickert meinte auf rp-online.de, dass die Serie von der stimmigen Chemie zwischen den Hauptdarstellern lebe. Dennoch hätte diese einige Längen und die eingestreuten komisch-dramatischen Events nicht den notwendigen Unterhaltungswert. Dazu sei diese allzu fest und unkritisch in der gesättigten Gedankenwelt des amerikanischen Mittelstandes verankert, dessen Sorgen und Nöte sich vornehmlich um den eigenen Bauchnabel drehen.
Corinna Götz schrieb zum Start der 2. Staffel auf the-spot-mediafilm.com, dass die Serie in einem ähnlichen, sonnigen Apple-TV+-Universum wie Shrinking spiele und aus demselben Comedy-Umfeld wie Love stamme, damit verglichen sei hier an der Oberfläche alles harmloser, der darunterliegende Witz jedoch bissiger und tiefgründiger. Die Figurenzeichnung sei brillant bis in die Nebenrollen.